# إبراهيم بدر الدين الألمالي
إبراهيم بدر الدين الألمالي (بالتركية: İbrahim Bedreddin Elmalılı)‏‏ (1 يناير 1903 في ناحية ألمالي - 5 ديسمبر 1994 في إسطنبول) هو عالمٌ مسلمٌ تُركي. تولى رئاسة منظمة الشؤون الدينية التركية في الفترة ما بين 17 ديسمبر 1965 حتى 25 أكتوبر 1966، خلفًا لمحمد توفيق كرجكأر، وتولى بعده علي رضا خاقصاص.